# Reiss Nelson
Reiss Luke Nelson (/ˈriːs/ reess; 10 de desembre de 1999) és un futbolista professional anglès que juga com a davanter pel Fulham FC, cedit per l'Arsenal FC de la Premier League.